# Coptodon kottae
Coptodon kottae (Syn.: Tilapia kottae) ist eine Fischart aus der Familie der Buntbarsche (Cichlidae) die in den kamerunischen Kraterseen Barombi Koto und Mboandong endemisch vorkommt.

## Merkmale
Coptodon kottae kann eine Länge von 15 cm erreichen, der Kopf nimmt 33,7 bis 37 % der Standardlänge ein. Der Körper ist oval, die Augen sind relativ groß. Das Stirnprofil ist gerade bis leicht gerundet. Die Kiefer sind mit drei bis vier Zahnreihen besetzt. Die Zähne der äußeren Reihe sind zweispitzig. Auf dem unteren Ast des ersten Kiemenbogens befinden sich 8 bis 10 Kiemenrechen. Die untere Pharyngealia hat vorne gebogene und hinten dreispitzige Zähne. Ihr ventraler Kiel ist kürzer als der bezahnte Bereich.
Die Fische sind braun bis kupferfarben. Auf den Körperseiten zeigen sie stimmungsabhängig vier bis acht senkrechte Streifen. Die Brustflossen sind transparent, die Bauchflossen sind schwarz, die Afterflosse dunkelbraun oder schwarz. Im weichstrahligen Teil der bräunlichen Rückenflosse liegt ein Tilapiafleck, manchmal auch einige helle, runde Flecken. Letztere sind auch oft im oberen Abschnitt der Schwanzflosse zu sehen. Diese ist ebenfalls braun und hat eine gerade Hinterkante. Während der Fortpflanzung sind Unterkiefer, Brust und Bauch der Männchen, manchmal auch der untere Bereich des Schwanzstiels, dunkelbraun bis schwärzlich. Die obere Körperhälfte ist dann hell kupferfarben bis gelblich. Bei den Weibchen sind Unterkiefer, Brust und Bauch weißlich.
- Flossenformel: Dorsale XIV–XVI/8–10, Anale III/8–9.
- Schuppenformel: SL 28–30.[3]

## Lebensweise
Coptodon kottae ernährt sich vor allem von Pflanzen, von Aufwuchs und von Detritus. Wie alle Coptodon-Arten ist Coptodon kottae ein Substratbrüter. Gelaicht wird versteckt, z. B. zwischen versunkenem Treibholz. Die Fische betreiben eine sehr intensive Brutpflege.